# Hochweitzschener Wald
Der Hochweitzschener Wald ist ein Naturschutzgebiet (NSG) im Landkreis Mittelsachsen in Sachsen. Das 19,24 ha große Gebiet mit der NSG-Nr. C 92 erstreckt sich nördlich von Westewitz, einem Ortsteil der Gemeinde Großweitzschen.